# Поповский мятеж
«Поповский мятеж» — антисоветские выступления жителей Омска 17 февраля 1918 года, в которые вылились крестные ходы. Поводом к выступлениям послужила большевистская политика секуляризации, конфискаций церковного имущества. В выступлениях приняли участие до 10 тысяч человек. Вокруг церквей организовывались дежурства. 19 февраля большевики арестовали архиепископа Сильвестра, однако он успел распорядиться, чтобы Успенский собор ударил в набат. Во время ареста был убит келейник архиепископа. Отряд Бориса Анненкова во время волнений произвел изъятие реликвий из Никольского собора (Знамя Ермака). При отходе случилась перестрелка с красногвардейцами. Однако применить оружие против основных масс верующих красногвардейцы не решились. Тем не менее, днём 19 февраля большевики ввели запрет на собрания и усилили свои вооруженные патрули. За участие в беспорядках был расформирован кадетский корпус.